# Геворкян Сурен Тигранович
Сурен Тигранович Геворкян (нар. 2 лютого 1980, Грузинська РСР) — український борець греко-римського стилю, срібний та бронзовий призер чемпіонатів Європи. Майстер спорту України міжнародного класу.

## Біографія
Народився 2 листопада 1980 року в Грузії. За національністю вірменин. Греко-римською боротьбою почав займатися з 1993 року. У 1994 році почав тренуватися у тренера Лосева А. Л. в Тернопільській СДЮШОР. 1997 році став бронзовим призером Молодіжних ігор України. На першості світу в Бухаресті 1999 року серед юніорів посів 5 місце. На чемпіонаті України 2001 року виборов друге місце, а у 2002 році став бронзовим призером та виграв кубок України. У 2003 році став срібним призером чемпіонату Європи. Був включений до складу збірної команди України до виступу на Олімпійських іграх у Греції, однак на ігри не потрапив. Тренувався під керівництвом заслуженого тренера України Артура Дзигасова. Боровся за спортивне товариство «Динамо» (Київ). Після завершення активних виступів на борцівському килимі перейшов на тренерську роботу. Був тренером молодіжної команди України з греко-римської боротьби,, тренером Київської міської школи вищої спортивної майстерності.

## Виступи на Чемпіонатах світу
| Змагання                                      | Збірна  | Вагова категорія | Місце |
| --------------------------------------------- | ------- | ---------------- | ----- |
| Чемпіонат світу з боротьби 2007               | Україна | 60 кг            | 18    |
| Чемпіонат світу з боротьби 2009               | Україна | 66 кг            | 32    |
| Чемпіонат світу з боротьби 1999 серед юніорів | Україна | 54 кг            | 5     |

## Виступи на Чемпіонатах Європи
| Змагання                         | Збірна  | Вагова категорія | Місце  |
| -------------------------------- | ------- | ---------------- | ------ |
| Чемпіонат Європи з боротьби 2003 | Україна | 60 кг            | Срібло |
| Чемпіонат Європи з боротьби 2007 | Україна | 60 кг            | Бронза |

## Виступи на інших змаганнях
| Змагання                                 | Збірна  | Вагова категорія | Місце |
| ---------------------------------------- | ------- | ---------------- | ----- |
| Кубок Вантаа з боротьби 1999             | Україна | 54 кг            | 6     |
| Гран-прі Німеччини з боротьби 2007       | Україна | 66 кг            | 23    |
| Олімпійський кваліфікаційний турнір 2008 | Україна | 60 кг            | 7     |